# Autoestrada A51 (Itália)
A Autoestrada A51 (também conhecida como Tangenziale Est di Milano) é uma autoestrada tangencial da zona leste de Milão, na Itália. Com 29 km de extensão, sua gestão está a cargo da concessionária Milano Serravalle - Milano Tangenziali S.p.A. Juntamente com a A50 e A52, forma o anel viário da capital da Lombardia.

## Percurso
| TANGENZIALE EST DI MILANO |      | |      |      |           |
| n°                        | Tipo | Saída | ↓km↓ | ↑km↑ | Província |
|                           |      | Bologna Tangenziale Ovest | 0,0  | 29,3 | MI        |
| 1 2                       |      | Via Emilia Milano Rogoredo San Donato Milanese                                                                                      | 0,5  | 28,8 | MI        |
| 3                         |      | Paullo - ex Paullese MM3 San Donato                                                                                                 | 1,0  | 28,3 | MI        |
| 4                         |      | Via Mecenate Peschiera Borromeo | 2,5  | 26,8 | MI        |
| 5                         |      | C.A.M.M. Consorzio Autostazione Merci di Milano                                                                                     | 3,0  | 26,3 | MI        |
| 6                         |      | Milano Viale Forlanini Aeroporto internazionale di Milano Linate SP 14 Rivoltana                                                    | 4,0  | 25,3 | MI        |
| 7                         |      | Via Rubattino Segrate | 6,0  | 23,3 | MI        |
| 8                         |      | Segrate | 6,7  | 22,6 | MI        |
| 8a                        |      | Lambrate | 7,0  | 22,3 | MI        |
|                           |      | Area Servizio "Cascina Gobba" Alternando entre os dois sentidos de tráfego através de passagem subterrânea                          | 9,7  | 19,6 | MI        |
| 9 10                      |      | Cascina Gobba - Via Padova ex Padana Superiore - Vimodrone V.le Palmanova MM2 Gobba Istituto scientifico universitario San Raffaele | 10,5 | 18,8 | MI        |
|                           |      | Tangenziale Nord saída somente em direção norte; ingresso somente em direção sul                                                    | 11,5 | 17,8 | MI        |
| 11                        |      | Cologno Sud Conexão com a A52 no sentido sul                                                                                        | 12,0 | 17,3 | MI        |
| 12                        |      | Cologno Nord MM2 Cologno Nord Brugherio                                                                                             | 14,0 | 15,3 | MI        |
|                           |      | Area Servizio "Cologno Est" | 15,7 | --   | MI        |
| 13                        |      | SP 113 Cernusco S.N. Brugherio sud                                                                                                  | 16,0 | 13,3 | MI        |
| 14                        |      | Carugate Brugherio nord | 18,0 | 11,3 | MI        |
|                           |      | Area Servizio "Carugate" | 19,0 | 10,3 | MB        |
|                           |      | Barriera di Vimercate pedágio 1,70€                                                                                                 | 19,5 | 9,8  | MB        |
|                           |      | Torino - Venezia | 20,5 | 8,8  | MB        |
| 15                        |      | Agrate Brianza Conexão com a A4 no sentido sul                                                                                      | 21,0 | 8,3  | MB        |
| 16                        |      | Monza Dogana Concorezzo (T.I.R.) | 21,2 | 8,1  | MB        |
| 17                        |      | Concorezzo Agrate nord | 22,0 | 7,3  | MB        |
| 18                        |      | SP 41 C.na Morosina - Burago | 24,0 | 5,3  | MB        |
| 19 20                     |      | Vimercate Sud - Q.re Torri Bianche Villasanta - Arcore                                                                              | 25,0 | 4,3  | MB        |
| 21                        |      | Vimercate Centro | 26,0 | 3,3  | MB        |
| 22                        |      | Vimercate Nord | 28,0 | 1,3  | MB        |
|                           |      | Area Servizio "Vimercate ovest" (direção sul)                                                                                       | --   | 0,8  | MB        |
| 23                        |      | Carnate | 29,0 | 0,3  | MB        |
| 24                        |      | Usmate Velate Sud | 29,2 | 0,1  | MB        |
|                           |      | SS 342 direzione Lecco | 29,3 | 0,0  |           |